# 오형엽
오형엽(1965년 ~ )은 대한민국의 문학평론가, 교수이다. 1965년 부산광역시에서 태어나 고려대학교 영문학과를 졸업하고 동 대학원 국문학과에서 석사학위와 박사학위를 받았다. 2002년 제3회 「젊은 평론가상」, 2008년 제6회 「애지문학상」(평론부문), 2011년 제21회 「편운문학상」(평론부문)을 수상하였다. 《현대시》 편집위원으로 활동하면서, 한국문화예술위원회 문학나눔 도서선정 심위위원 등 여러 위원으로 참여한 바가 있으며, 수원대학교 국어국문학과 교수(2003~2013)를 거쳐 현재 고려대학교 국어국문학과 교수(2013~)로 재직 중이다.

## 약력
1994년 《현대시》에 평론을 발표하고, 1996년 《서울신문》 신춘문예 평론부문에 당선되면서 평단에 등장했다. 2002년 제3회 「젊은 평론가상」, 2008년 제6회 「애지문학상」(평론부문), 2011년 제21회 「편운문학상」(평론부문), 2013년 제24회 「김달진문학상」(평론부문)을 수상하였다. 현 한국문학평론가협회 회장(2019~)으로 비평집 <현대비평>을 창간했다.

## 수상
- 2002년 제3회 「젊은 평론가상」
- 2008년 제6회 「애지문학상」(평론부문)
- 2011년 제21회 「편운문학상」(평론부문)
- 2013년 제24회 「김달진문학상」(평론부문)

## 저서

### 비평집
- 《신체와 문체》(문학과지성사, 2001)
- 《주름과 기억》(작가, 2004)
- 《환상과 실재》(문학과지성사, 2012)
- 《알레고리와 숭고》(문학과지성사, 2021)

### 연구서
- 《한국근대시와 시론의 구조적 연구》(태학사, 1999)
- 《현대시의 지형과 맥락》(작가, 2004)
- 《현대문학의 구조와 계보》(작가, 2010)
- 《문학과 수사학》(소명출판, 2011)
- 《한국 모더니즘 시의 반복과 변주》(소명출판, 2015)